# ホームズ君
ホームズ君 (住宅性能診断士「ホームズ君」)は、株式会社インテグラル (ソフトウェア開発企業)が自社開発・販売を行っている、建築設計用のソフトウェア。
木造住宅・建築物の性能設計や診断を行うことができる。

## 概要
ホームズ君シリーズの前身として、1988年に「インテグラルCAD」が発表された。その後、パーソナルコンピュータの普及とともに成長し、2000年に「ホームズ君」シリーズに発展した。
ホームズ君シリーズは、「構造EX」、「耐震診断Pro」、「省エネ診断エキスパート」、「すまいのかんたんプレゼン」、「あっと簡単見積」、「動線プランナー」の6つに加えて、そのオプションとして「許容応力度計算」、「wallstat連携」、「パッシブ設計」が提供されている。

## 主な機能・特長
ホームズ君「構造EX」
- 長期優良住宅・住宅性能表示制度(耐震等級等10項目)、建築基準法(令46条壁量計算他)に対応した、木造軸組住宅および小規模木造建築物の構造計算ソフト。
- オプションの追加で、伏図の作成、3階建て以上や500㎡以上の木造建築物に必要な許容応力度計算に対応できる。
- 荷重や外力など建物にかかる力や応力、たわみ等の検定結果を可視化する「構造3Dビューア」機能により、丁寧な荷重設定や余裕のある外力を設定しての安全な検討が可能。
- BIMソフト「Revit」「Archicad」データ連携が可能。
- (公財)日本住宅・木材技術センターの「木造建築物電算プログラム認定」を取得。[5]

ホームズ君「許容応力度計算オプション」
- ホームズ君「構造EX」のオプション。
- (公財)日本住宅・木材技術センター発行「木造軸組工法住宅の許容応力度設計(2017年版)」に準拠。[5]
- 構造計算(ルート１、ルート２)に対応し、木造3階建てやスキップフロア、中大規模建築物の設計が可能となる。
- 許容応力度計算で検定NGとなった項目を解消するアドバイス機能や、水平構面の検定結果を確認できるＱ図、Ｍ図など、検定NG解消を支援する機能が充実している。

ホームズ君「wallstat連携オプション」
- ホームズ君「構造EX」のオプション。
- ホームズ君「構造EX」で許容応力度計算まで完了した木造軸組構法住宅の建物データを、倒壊解析ソフトウェア「wallstat」と連携して地震波や荷重等を設定するだけで、大地震時の損傷状況や倒壊過程をシミュレーションできる。
- 繰り返し加振が可能、雑壁を考慮可能、地震波12種類収録、屋根形状の連携、層間変形角の算出などの機能を搭載している。

ホームズ君「トラスオプション」
- ホームズ君「構造EX」のオプション
- 住宅用の「許容応力度オプション」に対して、トラス単体の検定機能や中大規模木造建築の構造検討時に必要な要素等を追加・拡張するオプション
- 一般社団法人 中大規模木造プレカット技術協会が策定した設計規準に準拠[6]
- 学校校舎、幼稚園、集会所などの公共的な施設をはじめ、事務所、店舗、倉庫などの大スパンの空間を有する木造建築物の設計が可能

ホームズ君「耐震診断Pro」
- (一財)日本建築防災協会発行「木造住宅の耐震診断と補強方法(2012年改訂版)」に基づく、一般診断法、精密診断法による耐震診断と補強設計が行えるソフト。
- 診断対象は在来軸組構法・伝統的構法・枠組壁工法の木造住宅。
- オプションの追加で、精密診断法2(限界耐力計算・保有水平耐力計算)での耐震診断にも対応。
- (一財)日本建築防災協会の「木造住宅耐震診断プログラム評価」を取得。[7]

ホームズ君「省エネ診断エキスパート」
- 建築物省エネ法に対応した住宅の省エネルギー性能の計算および評価が行えるソフト。
- 外皮性能計算「外皮平均熱貫流率(UA値)」「冷房期の平均日射熱取得率(ηAC値)」、一次エネルギー消費量計算、ZEHやHEAT20の判定に対応。
- 長期優良住宅や認定低炭素住宅などの各種申請の根拠として使用可能。
- (公財)日本住宅・木材技術センターの「木造建築物電算プログラム認定」を取得。[5]

ホームズ君「パッシブ設計オプション」
- ホームズ君「省エネ診断エキスパート」のオプション。
- 隣棟や敷地、樹木等、日当たりに影響する周辺条件下での、太陽の光や熱、風などの「パッシブ要素」を考慮した設計に対応。
- 気象データを活用し、隣棟による建物の日影のかかり方や日射取得量のシミュレーション、時刻ごとの外気と建物内の各部室の熱の移動を計算する「室温・動的熱負荷計算」での室温シミュレーションなど、多くのシミュレーションが可能。

ホームズ君「すまいのかんたんプレゼン」
- 2次元CADデータから3Dパースを作成できるプレゼンテーションソフト。
- 直感的な簡単操作で、軽快、かつリアルにパースが作成できる。
- ３Dパーツは標準搭載のものに加え、3DDXFファイルやSketchUp・Metasequoiaで作成したファイルの読込、オリジナルで作成したパーツの登録も可能。
- 外観・内観・鳥瞰表示の他、ウォークスルーでのプランが確認できる。
- 耐震等級、断熱性能(UA値)、一次エネルギー消費量、太陽光発電、ZEH適合、光熱費を概算で判定し、詳細設計前の住宅性能の目標設定に役立つ。

ホームズ君「あっと簡単見積」
- 木造住宅に特化した、新築・リフォームを問わず活用できる建築見積ソフト。
- 屋根や外壁、建具など、CAD情報から自動で面積や数量を拾う。
- ホームズ君「耐震診断Pro」と連動した、耐震補強工事の見積書作成機能が充実している。
- 各種の工事の見積書を想定した「見積テンプレート」、CADから数量を拾う際に、どこの数量なのかを３D上で確認できる「積算数量３D表示」など、導入後すぐにミスなく見積を作成できる機能を備えている。

ホームズ君「動線プランナー」
- 建物プランと家族構成、家族の行動データを入力することで家族の動線をアニメーション表示する、住宅の生活動線シミュレーションソフト。
- 動線軌跡のほかドア開閉回数、かちあい、部屋使用時間など施主にもわかりやすい判定結果で、増改築リフォームや新築のプレゼンテーションに有効。
- 子どもの成長や高齢者との同居など家族構成の変化で動線がどう変わっていくかなども簡単にシミュレーションできる。